# Hesperinus
Hesperinus Walker, 1848, è un genere di ditteri nematoceri dell'infraordine Bibionomorpha, comprendente sei specie. È l'unico genere di ditteri non estinti compreso nella famiglia Hesperinidae Hendel, 1928.

## Descrizione
Gli adulti sono diverse affinità morfologiche con quelli dei Bibionidae, pur differenziandosi per alcuni evidenti caratteri, quali la lunghezza delle antenne e delle zampe. Il capo ha occhi distanziati sia nei maschi sia nelle femmine e ha antenne composte da 12 articoli allungati, in particolare il primo, che si presentano perciò molto più lunghe di quelle dei Bibionidae. Le zampe sono pure esse esili e notevolmente allungate rispetto a quelle dei Bibionidaei.
Le ali sono ben sviluppate e presentano una venatura simile a quella delle Pleciinae (Bibionidae). La subcosta è strettamente ravvicinata alla radio e confluisce con R1 sul margine anteriore; la radio si divide producendo tre ramificazioni (R1, R4 e R5); particolarmente sviluppato, in lunghezza, è il ramo R5, che compie un'ampia curva convessa verso il margine anteriore. La media, si biforca in M1+2. Anche negli Hesperinidae sono presenti due cellule basali nella regione remigante, chiuse rispettivamente dalla radio-mediale e dalla medio-cubitale. La vena A1 è ben sviluppata e si prolunga fino al margine anale dell'ala. Va precisato che la nomenclatura cambia secondo l'Autore secondo l'interpretazione ricorrente che vede la fusione del quarto ramo posteriore della media con il primo ramo anteriore della cubito. In letteratura, perciò, la vena CuA1 è talvolta indicata con M4.

Nervatura alare di Hesperinus. C: costa; Sc: subcosta; R: radio; M: media; Cu: cubito; A: anale; h: vena trasversa omerale; r-m: radio-mediale; m-cu: medio-cubitale.

Le larve sono sostanzialmente simili a quelle dei Bibionidae, con corpo vermiforme e allungato, torace suddiviso in quattro segmenti (di cui il primo è detto collo), apparato boccale masticatore e apparato respiratorio olopneustico.

## Sistematica e diffusione
La posizione tassonomica del genere Hesperinus è subordinata al criterio adottato nella suddivisione della superfamiglia Bibionoidea e in letteratura sono ricorrenti due interpretazioni alternative. Una, frequente nelle pubblicazioni antecedenti al 2000, inquadra il genere Hesperinus nella sottofamiglia Hesperininae all'interno della famiglia Bibionidae. La seconda, che ricorre nelle pubblicazioni più recenti, separa il genere in una propria famiglia, distinguendolo perciò dal resto dei Bibionoidea. La famiglia comprende anche un secondo genere di ditteri fossili, Longicornia.
Hesperinus comprende sei sole specie descritte ed ha diffusione paleartica, neartica e neotropicale:
- Hesperinus brevifrons Walker, 1848, diffuso in Nordamerica, è presente in Alaska, Canada, nell'ovest e nel nordest degli Stati Uniti d'America.
- Hesperinus conjugens Schiner, 1868, segnalato in Brasile.
- Hesperinus cuspidistylus Hardy & Takahashi, 1960, segnalato in Giappone;
- Hesperinus imbecillus Loew, 1858, diffuso nell'Europa centrale e meridionale;
- Hesperinus nigratus Okada, 1934, nelle Isole Curili, in Giappone;
- Hesperinus rohdendorfi Krivosheina & Mamaev, 1967, presente nell'estremo oriente russo (Siberia).

Nell'Italia settentrionale è presente Hesperinus imbecillus, l'unica specie europea.